# Riccardo Calimani
Riccardo Calimani (* 1946 in Venedig) ist ein italienischer Schriftsteller und Vizepräsident der jüdischen Gemeinde von Venedig. 
Er absolvierte ein Studium als Elektroingenieur an der Universität Padua und schloss ein wissenschaftsphilosophisches Studium an der Universität Venedig ab. Bekannt wurde er durch seine zahlreichen judaistischen Veröffentlichungen und durch seine Arbeit beim Fernsehsender RAI. 1994 bis 1998 war er Direktor des Palazzo Labia.
Die meisten seiner Werke wurden bei Arnoldo Mondadori Editore verlegt. Dazu zählt der Dialogo sull’ebraismo, eine Edition des Werkes des venezianischen Rabbiners Simone Calimani aus dem 18. Jahrhundert. Für I destini e le avventure dell’intellettuale ebreo von 1996 erhielt er den Premio Tobagi, 2000 publizierte er die Storia del ghetto di Venezia, 2002 L’Inquisizione a Venezia. 1997 erhielt er den Europäischen Kulturpreis. Derzeit ist er Präsident der Fondazione nazionale Museo dell’Ebraismo e della Shoah in Ferrara.

## Werke (Auswahl)
- (Hrsg.): Dialogo sull’ebraismo di Simone Calimani (1699–1784). 1984. (Simone Calimanis Werk wurde 1821 bei Filippi veröffentlicht)
- Storia dei marrani a Venezia. (Orrizonti della storia.) Rusconi, Mailand 1991. ISBN 88-1888026-8
- Storia del ghetto di Venezia, 1995; deutsch  Die Kaufleute von Venedig. Die Geschichte der Juden in der Löwenrepublik. Claasen, Düsseldorf 1988, ISBN 3-546-41699-6, dtv, München 1990. ISBN 3-423-11302-2
- Capitali europee dell’ebraismo tra Ottocento e Novecento. Milano: Mondadori 1998. ISBN 978-88-04-43271-5
- Paolo. L’ebreo che fondò il cristianesimo. Mondadori, Mailand 1999. ISBN 978-88-04-50082-7
- Ebrei e pregiudizio. Mondadori, Mailand 2000. ISBN 978-88-04-48142-3
- Storia dell’ebreo errante. Dalla distruzione del Tempio di Gerusalemme al Novecento. Mondadori, Mailand 2002. ISBN 978-88-1888002-1
- L’inquisizione a Venzia. Mondadori, Mailand 2003. ISBN 88-04-52396-4
- Non è facile essere ebreo, Mondadori, Mailand 2014.
- Passione e tragedia. La storia degli ebrei russi. Mondadori, Mailand  2008. ISBN 88-045-7533-6
- Storia del pregiudizio contro gli ebrei. Antigiudaismo, antisemitismo, antisionismo. Arnoldo Mondadori Editore, Mailand 2007. ISBN 978-88-04-56979-4
- Il mercante di Venezia. Mondadori, Mailand 2008. ISBN 978-88-04-58958-7
- Venezia, passione e potere. Mondadori, Mailand 2010. ISBN  978-88-04-59536-6